# 2-Methylthiobenzthiazol
2-Methylthiobenzthiazol ist eine chemische Verbindung aus der Gruppe der Thiazole, welches als Abbauprodukt des Fungizids (Benzothiazol-2-ylthio)methylthiocyanat bzw. des Vulkanisationsbeschleunigers Mercaptobenzothiazol entsteht. Jährlich werden in Deutschland einige Tonnen durch Reifenabrieb freigesetzt. Die Substanz ist in der Kläranlage aerob biologisch schwer abbaubar und deswegen in Oberflächengewässern im
zwei- bis dreistelligen ng·l−1-Bereich nachzuweisen.